# Stéphane Hessel
Stéphane Frédéric Hessel (Berlijn, 20 oktober 1917 – Parijs, 27 februari 2013) was een diplomaat, ambassadeur, schrijver, strijder in het Franse verzet en overlever van de naziconcentratiekampen. Hij werd geboren in Duitsland in 1917 en werd in 1939 genaturaliseerd tot Fransman.

## Vroege jaren
Hessel werd geboren in Berlijn als de zoon van Helen Grund en de Duitse schrijver Franz Hessel. Samen met zijn ouders emigreerde hij in 1924 naar Parijs. Nadat hij op 15-jarige leeftijd zijn baccalauréat behaalde, werd hij in 1937 toegelaten tot de École normale supérieure. Na zijn naturalisatie in 1939 werd hij gemobiliseerd en diende in het Franse leger in Saint-Maixent-l'École.
Hessel weigerde zich te schikken naar het Vichy-bewind van maarschalk Philippe Pétain en vluchtte in 1941 naar Londen, waar hij zich bij de verzetsstrijders van Generaal Charles de Gaulle voegde. Hij keerde in maart 1944 terug naar Frankrijk om een communicatienetwerk op te zetten voor de geallieerde invasie van Frankrijk. Op 10 juli 1944 werd hij in Parijs gevangengenomen door de Gestapo waarna hij in een kantoor aan de Avenue Foch werd gemarteld, onder andere door middel van waterboarding. Op 8 augustus 1944 werd hij naar het concentratiekamp Buchenwald gedeporteerd. Hessel, Forest Yeo-Thomas en Harry Peulevé wisten hun executie in Buchenwald te vermijden met de hulp van Eugen Kogon, die ervoor zorgde dat hun identiteit verward werd met die van drie gevangenen die aan tyfus waren overleden. Hessel werd op 25 oktober 1944 overgeplaatst naar een buitenkamp van Buchenwald in Rottleberode, waar hij bij de kampadministratie te werk werd gesteld. Na een mislukte poging tot ontsnapping werd hij naar concentratiekamp Dora gestuurd. Tijdens de evacuatie van kamp Dora wist hij in station Lüneburg te ontsnappen uit een trein die hem naar het concentratiekamp Bergen-Belsen zou brengen. Op 20 april 1945 stuitte hij bij Hannover op een eenheid van het Amerikaanse leger.

## Voorvechter van mensenrechten

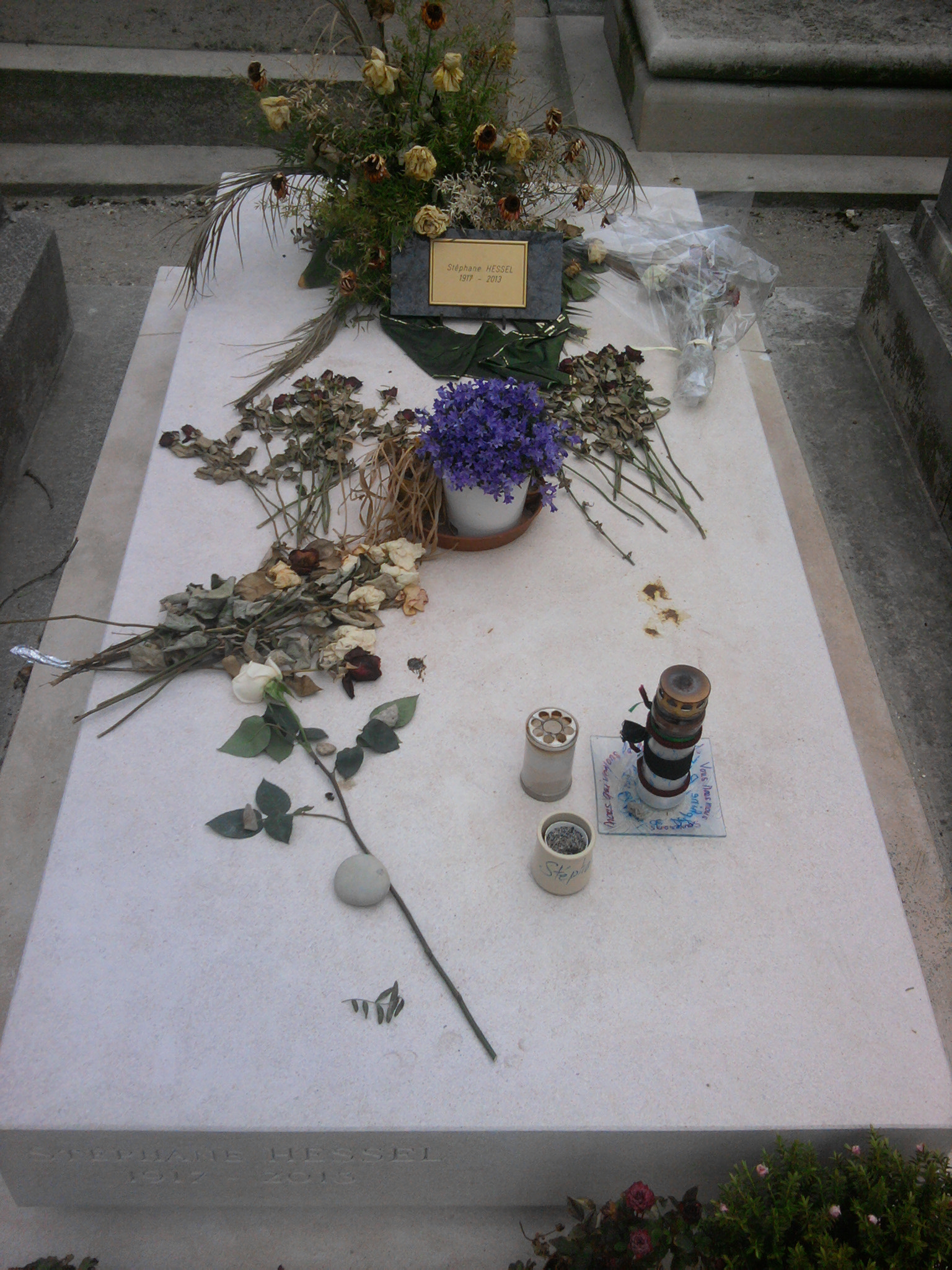
Graf van Stéphane Hessel op Cimetière du Montparnasse

Van 1946 tot 1948 was Hessel kabinetschef van Henri Laugier, een van de acht adjunct-secretarissen-generaal van de Verenigde Naties, verantwoordelijk voor sociale en economische zaken. In 1962 richtte hij de Associatie voor Training in Afrika en Madagaskar op en werd haar eerste voorzitter. In 1982 werd Hessel voor drie jaar benoemd tot de Haute Autorité de la communication audiovisuelle, het Franse instituut voor audiovisuele communicatie. Hessel bezat tot zijn dood een diplomatiek paspoort aangezien hij tot ambassadeur voor het leven was benoemd.
Hij was ook een lid van de Franse divisie van de International Decade for the Promotion of a Culture of Peace and Non-Violence for the Children of the World. Hij was een van de grondleggers van het internationale collegium en heeft als zijn vicevoorzitter gefungeerd. Hij was ook lid van de Commission nationale consultative des droits de l'homme en de Haut Conseil de la coopération internationale.
In 2003 tekende hij samen met andere oud-verzetsstrijders de petitie Voor een Verdrag van een Sociaal Europa en in augustus 2006 tekende hij een motie tegen de Israëlisch-Libanese Oorlog.
In 2004 werd hem door de Raad van Europa de Noord-Zuidprijs uitgereikt. In hetzelfde jaar nam hij deel aan de herdenking van het zestigjarig bestaan van de Nationale Raad van het Verzet van 15 maart 1944. Een raad die jongere generaties oproept de nalatenschap van het verzet te eren, deze door te geven en ernaar te leven.
Op 14 juli 2006 werd Hessel benoemd tot Grand Officier de la Légion d'honneur. In 1999 had hij al het Grootkruis van de Nationale Orde van Verdienste ontvangen.
Op 21 februari 2008 riep Hessel de Franse overheid op om geld beschikbaar te stellen om daklozen te huisvesten. Hij veroordeelde de Franse regering die ingevolge artikel 25 van de Verklaring van de Rechten van de Mens verplicht was in huisvesting te voorzien, maar daar onvoldoende in slaagde.
Ter gelegenheid van het zestigjarig bestaan van de Universele Verklaring van de Rechten van de Mens op 10 december 2008 ontving Hessel de UNESCO/Bilbao Prize for the Promotion of a Culture of Human Rights. Hessel ontving in 2008 ook de United Nations Association of Spain Peace Prize Award.
Op 5 januari 2009 uitte Hessel kritiek op de Israëlische aanvallen op de Gazastrook. Hij noemde de aanvallen een oorlogsmisdrijf en zelfs een misdaad tegen de menselijkheid. Hij merkte op dat dit woord niet licht opgevat moet worden, maar dat hij op basis van zijn bezoek aan Gaza de term ‘misdaad tegen de menselijkheid’ toepasselijk vond.

## Neem het niet!

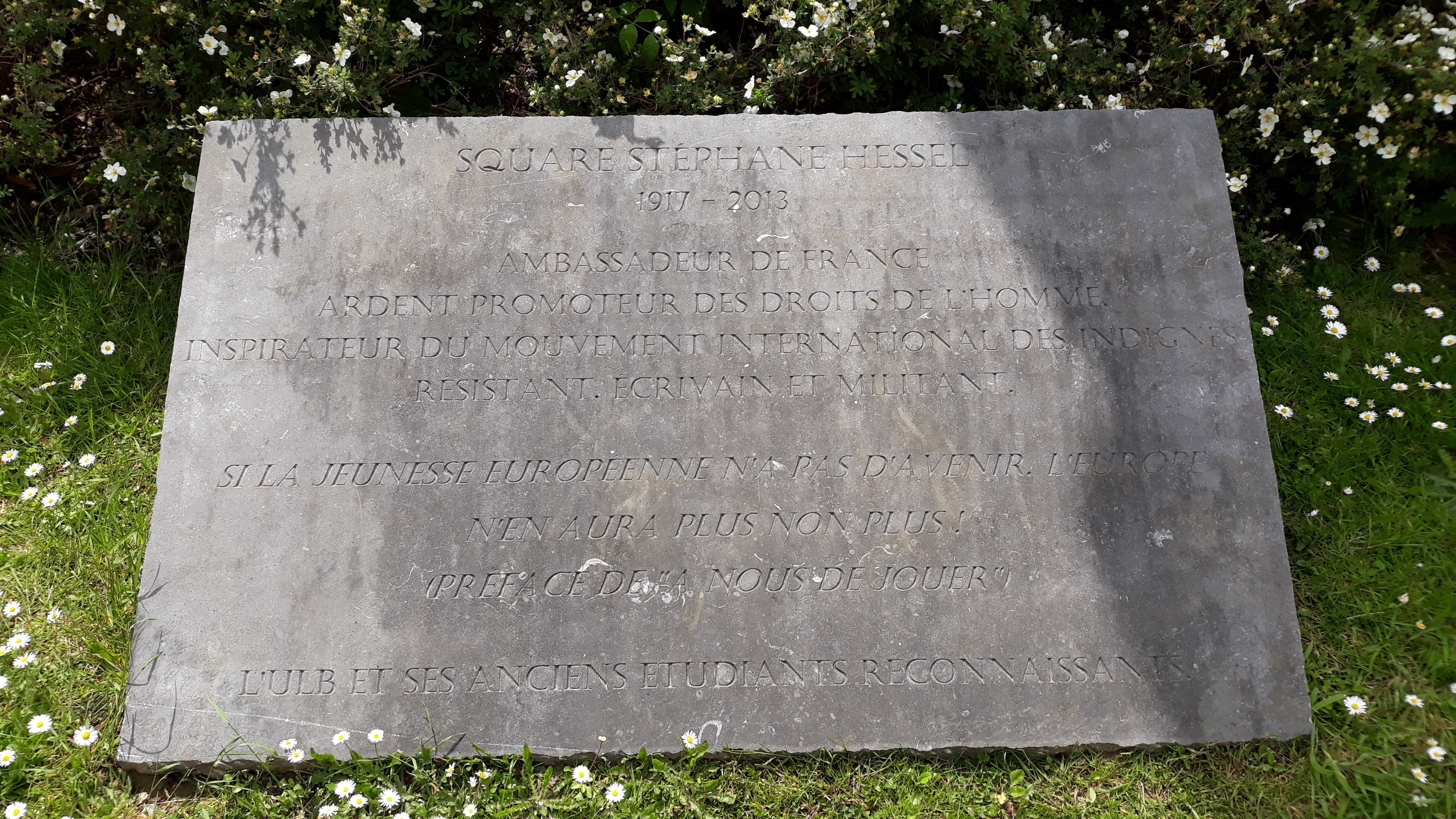
Square Hessel plaat op Brussel universiteit campus.

In oktober 2010 werd Hessels essay Neem het niet! (oorspronkelijke Franse titel: Indignez-vous!) gepubliceerd in een oplage van 6.000 stuks. Sindsdien is het essay meer dan anderhalf miljoen keer verkocht en is het vertaald in o.a. Baskisch, Catalaans, Italiaans, Roemeens, Duits, Grieks, Engels, Portugees, Sloveens, Spaans, Kroatisch, Nederlands en Hebreeuws.
In zijn boek stelt Hessel dat Frankrijk zich weer boos moet maken, zoals zij die het verzet vormden dat tijdens de Tweede Wereldoorlog deden. Hessel draagt zelf de volgende redenen aan waarom hij zich boos maakt: de groeiende ongelijkheid tussen arm en rijk, de wijze waarop Frankrijk omgaat met zijn illegale immigranten, het gebrek aan persvrijheid, de noodzaak het milieu te beschermen, het versterken van de Franse welvaartsstaat en de erbarmelijke situatie van het Palestijnse volk. Hij roept met zijn boek op tot vreedzaam verzet.
Tijdens een Spaanse protestactie tegen corruptie en het politieke systeem gebruikten de demonstranten de term Los Indignados, de verontwaardigden. Ze baseerden zich daarbij op de titel van Hessels boek. Deze Spaanse protesten inspireerden, samen met de Arabische Lente, verscheidene andere protestacties, waaronder Griekse, en Italiaanse protesten. Occupy Wall Street en de bredere Occupy-beweging zijn ook geïnspireerd door deze beweging.
- Bibsys: 90520611
- Biblioteca Nacional de Chile: 000758811
- Biblioteca Nacional de España: XX4862539
- Bibliothèque nationale de France: cb119074537 (data)
- Catàleg d'autoritats de noms i títols de Catalunya: 981058517473806706
- CiNii: DA03765092
- Gemeinsame Normdatei: 120532492
- International Standard Name Identifier: 0000 0001 2283 3116
- Library of Congress Control Number: n89608268
- Nationale Bibliotheek van Letland: 000230155
- Bibliotheek van het Japanse parlement: 001096888
- Nationale Bibliotheek van Tsjechië: jo2011648765
- Nationale bibliotheek van Australië: 35637908
- Nationale Bibliotheek van Israël: 987007282970405171
- Nationale Bibliotheek van Polen: a0000002498644
- Nationale en Universitaire bibliotheek Zagreb: 000564015
- Nederlandse Thesaurus van Auteursnamen: 154192260
- Réseau des bibliothèques de Suisse occidentale: 02-A019020982
- Istituto Centrale per il Catalogo Unico: IEIV046330
- LIBRIS: 346477
- SNAC: w6b5757h
- Système universitaire de documentation: 026921391
- Trove: 1023547
- Virtual International Authority File: 97902391
- WorldCat: E39PBJmHJWRDrRy3xhkmYymcfq